# 野村エリヤ
野村 エリヤ（のむら えりや、1992年5月20日 - ）は、キャロットに所属する日本のタレント。血液型B型、東京都出身。おうし座。

## 出演

### 映画
- 逆境ナイン - サッカー少年 役

### TV
- USO!?ジャパン（TBS、2003年）
- 女と愛とミステリー なんでもや大蔵の事件簿2（テレビ東京、2003年）
- 体感!実感!ロボットの未来（NHK、2004年）
- 女王の教室（日本テレビ、2005年） - 不破翔太 役

### CM
- ミサワホーム「ミサワホームイング」（2005年 - ）